# 普鲁皮亚里
普鲁皮亚里（法語：Proupiary，法語發音：[pʁupjaʁi]）是法国上加龙省的一个市镇，属于圣戈当区。

## 地理
普鲁皮亚里（43°9'36"N, 0°51'44"E）面积4.95 平方千米，位于法国奧克西塔尼大區上加龙省，该省份为法国西南部内陆省份，西南端与西班牙接壤，自此顺时针与上比利牛斯省、热尔省、塔恩-加龙省、塔恩省、奥德省和阿列日省接壤。
与普鲁皮亚里接壤的市镇（或旧市镇、城区）包括：阿尔诺吉耶姆、欧扎斯、卡兹讷沃蒙托、塞普、卡斯蒂永-德圣马托里。

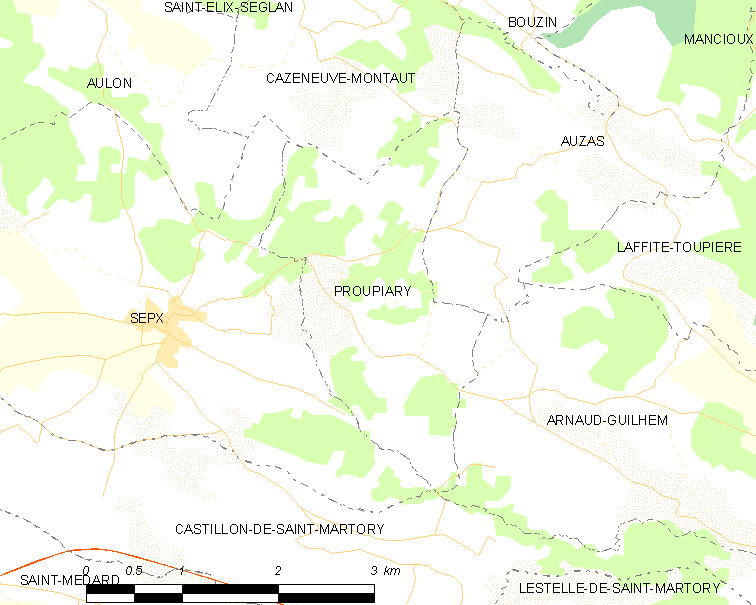
普鲁皮亚里的OSM定位图

普鲁皮亚里的时区为UTC+01:00、UTC+02:00（夏令时）。

## 行政
普鲁皮亚里的邮政编码为31360，INSEE市镇编码为31440。

## 政治
普鲁皮亚里所属的省级选区为巴涅尔德吕雄县。

## 人口

1962-2008年间普鲁皮亚里人口变化图示

普鲁皮亚里于2022年1月1日时的人口数量为64人。